# Лама, Серж
Серж Лама (фр. Serge Lama, настоящее имя Серж Клод Бернар Шовье, фр. Serge Claude Bernard Chauvier, 11 февраля 1943, Бордо, Франция) — французский певец и автор текстов. Участник театральных постановок 1990-х годов.
Серж Лама выпустил 25 студийных альбомов и 9 концертных альбомов. Несколько его песен стали классикой французской песни: Je suis malade, Les Ballons rouges, D'aventures en aventures, Femme, femme, femme, Les Petites Femmes de Pigalle.
Его наиболее известная песня — Je suis malade («Я болен»). В 1971 году он представлял Францию на Евровидении с песней Un jardin sur la terre («Сад на земле»), которая заняла 10-е место.

## Биография

### Детство
Серж Лама родился 11 февраля 1943 в Бордо. Он единственный ребенок в семье Жоржа Шовье, певца в оперетте, и Жоржетт Понсо.
В 1950 году после успеха в Бордо, Жорж Шовье переехал в Париж.
В период с 1951 по 1954 год семья жила в очень скромных условиях на улице Дювивье, дом 19, в 7-м округе Парижа. Воспоминания об этом тяжелом времени найдут отражение в песне Maman Chauvier.
Первая песня была написана Сержем Лама примерно в 1954 году. Он слушает Жоржа Брассанса, Жильбера Беко, Эдит Пиаф, Шарля Азнавура, Мориса Шевалье и оперетты. Друг его отца, Марсель Гобино, становится его учителем и другом. Позже Серж посвятит ему песню Mon ami, mon maître.
Напротив театра Капуцинов открывается мюзик-холл "Олимпия", на сцене которого маленький Серж мечтает однажды спеть.
Под давлением супруги, отец Сержа бросает карьеру певца и становится торговым представителем. Семья переезжает в более просторную квартиру. Серж учится в лицее Michelet de Vanves, но учеба его не интересует. Зато он с удовольствием играет в школьном театре. Он бросает школу до получения аттестата и поступает в школу живописи.
Военную службу проходил в Алжире. Впечатления о службе, которая совпадает с периодом войны за независимость Алжира, найдут отражение в песне L`Algerie.

### Начало карьеры и авария
В 1964 году Серж Лама познакомился с пианистом Жаки Баярдом, который положил на музыку его первые тексты. В свой 21-й день рождения, после прохождения нескольких прослушиваний, он устроился в кабаре L'Écluse. Звездой этого шоу была певица Барбара. Лама влюбляется в ее пианистку Лилиан Бенелли, которая старше его на восемь лет.
Замеченный Рени Леба записывает свою первую виниловую пластинку. В октябре 1964 года впервые появляется на телевидении в программе Discorama. В 1965 году выходит вторая пластинка.
12 августа 1966 года недалеко от Экс-ан-Прованса автомобиль, за рулем которого был Жан-Клод Гренасия, брат и менеджер Энрико Масиаса, врезался в дерево. Лилиан Бенелли, невеста Сержа Лама, погибла на месте. В больнице умер и Жан-Клод Гренасия. Серж Лама, получивший многочисленные травмы, провёл больше года в больнице и перенёс около десятка операций, но выжил.
Певица Барбара посвятила погибшей пианистке песню Une petite cantate. Лилиан Бенелли посвящены также одна из самых известных песен Сержа Лама D'aventures en aventures, а также песни Sans toi и Toute blanche. С песни Sans toi еще в больнице начинается сотрудничество Лама с Ивом Жильбером - одним из двух его главных композиторов, а на протяжении многих лет - и аккомпаниатором на концертах.
В 1967 году была выпущена пластинка Les Ballons rouges, а заглавная песня альбома стала одним из классических произведений его репертуара. После 14 операций за два года, он возвращается к активной деятельности, продолжает выступать в кабаре L'Ecluse, а также в "Олимпии" перед концертом Наны Мускури. 1968 год является годом творческого возрождения для Лама. Он отправляется в турне с Энрико Масиасом и записывает альбом D'aventures en aventures. В декабре этого года женится на Дейзи Бран, пресс-атташе, с которой познакомился во время болезни.

## Дискография
- 1964 : L’humanité
- 1964 : Bel Air
- 1965 : La voix de son maitre
- 1966 : 4 chansons d’Emile Stern et de Serge Lama
- 1966 : La voix de son maître
- 1967 : La voix son maître
- 1968 : D’Aventures en aventures
- 1970 : Et puis on s’aperçoit
- 1971 : Superman
- 1973 : Je suis malade
- 1974 : Chez moi
- 1974 : Live à l’Olympia
- 1975 : La vie Lilas
- 1977 : L’enfant au piano
- 1978 : Enfadolescence
- 1979 : Lama chante Brel
- 1980 : Souvenirs…Attention…Danger
- 1981 : Lama Père et fils
- 1982 : De Bonaparte à Napoléon
- 1984 : Napoléon
- 1986 : Portraits de femmes
- 1987 : Je t’aime
- 1988 : Live au Casino de Paris
- 1989 : A la vie, à l ‘amour
- 1992 : Amald’me
- 1994 : Lama
- 1996 : L’ami
- 1999 : Serge Lama
- 2001 : Feuilles à feuilles
- 2003 : Plurielles
- 2005 : Accordéonissi-mots
- 2008 : L`age d`horizons
- 2016 : Où sont passés nos rêves
- 2022 : Aimer